# Apocalypshit
Apocalypshit es el segundo álbum de estudio de la banda de rock Molotov, lanzado al mercado el 14 de septiembre de 1999 por Universal Music Group.
En esta ocasión, además de Gustavo Santaolalla que participó en la producción de ¿Dónde jugarán las niñas?, el álbum fue producido por Mario Caldato Jr, que previamente había colaborado en el álbum Hello Nasty de la banda estadounidense Beastie Boys. Sus canciones poseen distintos estilos musicales que van desde el metal alternativo y el heavy metal, al rock en español.
Salió a la venta el 14 de septiembre de ese año. En su estreno, alcanzó la posición 32° del listado Billboard Top Latin Albums, así como una posición más en las listas de éxitos musicales de España, una semana después. La canción con el mismo título del álbum, Apocalypshit salió en el Piloto de la serie Breaking Bad.
En la portada del disco, si se abre y se extiende en una mesa, aparece el juego de la ouija, el mismo que se representa en la parte frontal del mismo.
El álbum Apocalypshit tiene un EP de la canción El Mundo, de la banda mexicana Molotov junto a una canción llamada "Representa". El EP de "El Mundo" posee 3 canciones:
El Mundo (Una versión más corta de la canción original, la cual dura 3:26 minutos) | El Mundo - Remix y Representa

## Lista de canciones
El álbum, cuya duración es de 51:43, está compuesto por 13 canciones.
| N.º | Título               | Duración |  |
| 1.  | «No Manches Mi Vida» | 3:30     |  |
| 2.  | «Karmara»            | 3:42     |  |
| 3.  | «Polkas Palabras»    | 3:22     |  |
| 4.  | «Step Off»           | 3:23     |  |
| 5.  | «Apocalypshit»       | 4:05     |  |
| 6.  | «Ñero»               | 3:36     |  |
| 7.  | «Kuleka's Choice»    | 4:06     |  |
| 8.  | «Rastaman-dita»      | 3:49     |  |
| 9.  | «Parásito»           | 3:36     |  |
| 10. | «Undertow»           | 3:29     |  |
| 11. | «Exorsimio»          | 3:57     |  |
| 12. | «Let It Roll»        | 3:56     |  |
| 13. | «El Mundo»           | 7:08     |  |